# Kalevaspelen

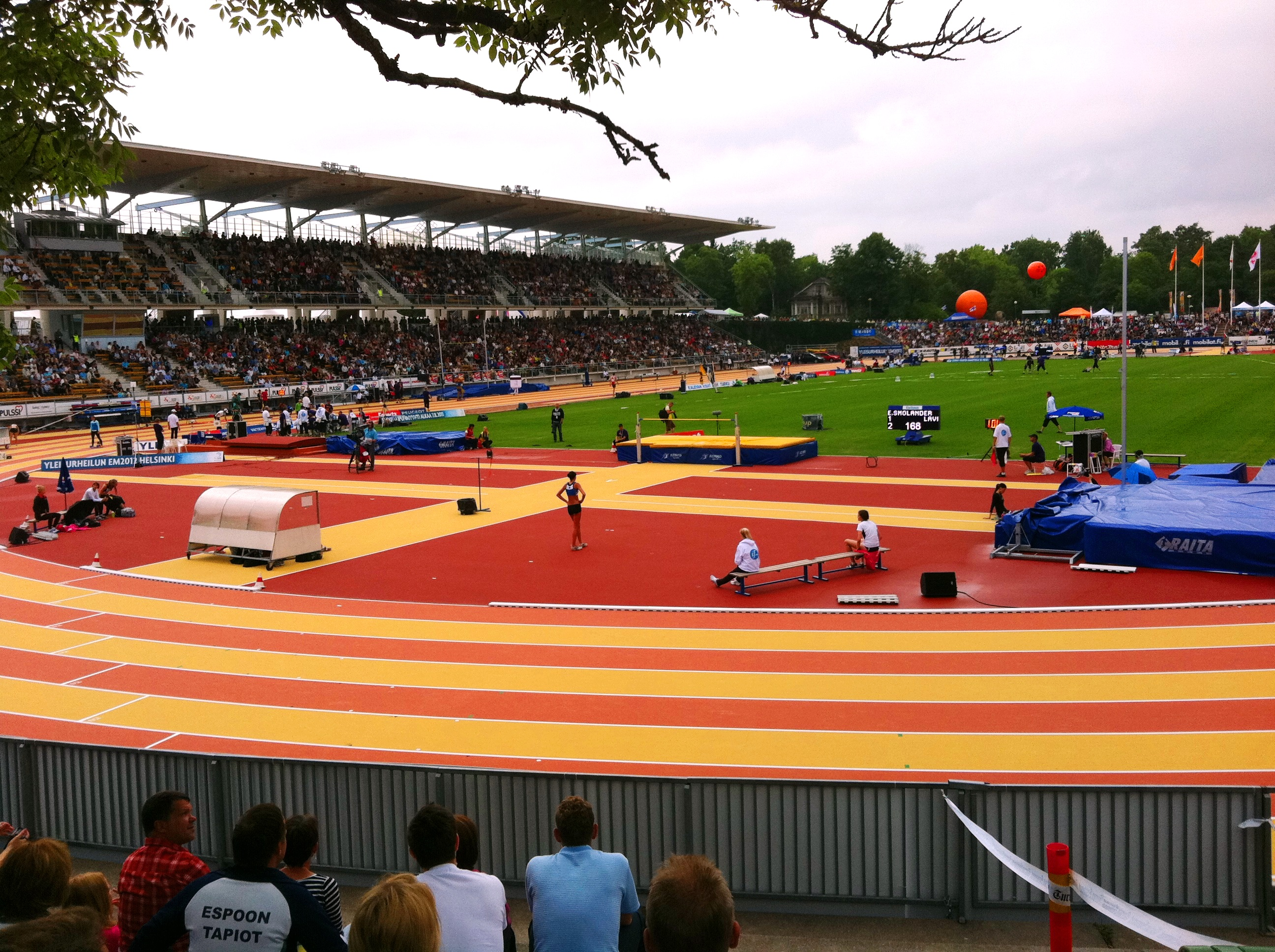
Kalevaspelen 2011 på Paavo Nurmis stadion i Åbo.

Kalevaspelen (finska Kalevan kisat) är de finska mästerskapen i friidrott som anordnas av Finlands Friidrottsförbund. Spelen har avgjorts årligen sedan 1907.
Spelen har fått sitt namn efter en pokal som donerades av försäkringsbolaget Kaleva år 1909. Den överlämnas varje år till det bästa laget i spelen. Namnet Kalevaspelen har officiellt använts sedan 1937.

## Kalevaspelen 1907–2025
| År   | Plats                     | Vinnare av Kalevapokalen      |
| ---- | ------------------------- | ----------------------------- |
| 1907 | Tammerfors                | -                             |
| 1908 | Kuopio                    | -                             |
| 1909 | Helsingfors               | -                             |
| 1910 | Viborg                    | Helsingin Kisa-Veikot         |
| 1911 | Tammerfors                | Helsingin Kisa-Veikot         |
| 1912 | Åbo                       | Helsingin Kisa-Veikot         |
| 1913 | Helsingfors               | Helsingin Kisa-Veikot         |
| 1914 | Helsingfors               | Helsingin Kisa-Veikot         |
| 1915 | Björneborg                | Helsingin Kisa-Veikot         |
| 1916 | Helsingfors               | Helsingin Kisa-Veikot         |
| 1917 | Tammerfors                | Helsingin Kisa-Veikot         |
| 1918 | Helsingfors               | Helsingfors IFK               |
| 1919 | Åbo                       | Helsingfors IFK               |
| 1920 | Helsingfors               | Helsingin Kisa-Veikot         |
| 1921 | Kotka                     | Helsingfors IFK               |
| 1922 | Helsingfors               | Helsingfors IFK               |
| 1923 | Kuopio                    | Helsingfors IFK               |
| 1924 | Lahtis                    | Helsingfors IFK               |
| 1925 | Viborg                    | Tampereen Pyrintö             |
| 1926 | Tammerfors                | Borgå Akilles                 |
| 1927 | Åbo                       | Tampereen Pyrintö             |
| 1928 | Helsingfors               | Tampereen Pyrintö             |
| 1929 | Viborg                    | Helsingin Kisa-Veikot         |
| 1930 | Tammerfors                | Helsingin Kisa-Veikot         |
| 1931 | Helsingfors               | Helsingin Kisa-Veikot         |
| 1932 | Helsingfors               | Helsingin Kisa-Veikot         |
| 1933 | Åbo                       | Helsingfors IFK               |
| 1934 | Tammerfors                | Helsingin Poliisi-Voimailijat |
| 1935 | Kotka                     | Helsingin Poliisi-Voimailijat |
| 1936 | Åbo                       | Helsingin Kisa-Veikot         |
| 1937 | Viborg                    | Helsingin Poliisi-Voimailijat |
| 1938 | Helsingfors               | Helsingin Kisa-Veikot         |
| 1939 | Helsingfors               | Helsingin Kisa-Veikot         |
| 1940 | Tammerfors                | Helsingin Kisa-Veikot         |
| 1941 | inställt på grund av krig |                               |
| 1942 | Helsingfors               | Kouvolan Urheilijat           |
| 1943 | Helsingfors               | Kronohagens IF                |
| 1944 | Helsingfors               | Karhulan Katajaiset           |
| 1945 | Åbo                       | Tampereen Pyrintö             |
| 1946 | Helsingfors               | Tampereen Pyrintö             |
| 1947 | Tammerfors                | Tampereen Pyrintö             |
| 1948 | Vasa                      | Tampereen Pyrintö             |
| 1949 | Kymmene                   | Tampereen Pyrintö             |
| 1950 | Jyväskylä                 | Tampereen Pyrintö             |
| 1951 | Helsingfors               | Helsingin Kisa-Veikot         |
| 1952 | Seinäjoki                 | Helsingin Kisa-Veikot         |
| 1953 | Björneborg                | Helsingin Kisa-Veikot         |
| 1954 | Åbo                       | Helsingin Kisa-Veikot         |
| 1955 | Kuopio                    | Helsingin Kisa-Veikot         |
| 1956 | Lahtis                    | Helsingin Kisa-Veikot         |
| 1957 | Tammerfors                | Turun Urheiluliitto           |
| 1958 | Kouvola                   | Helsingin Kisa-Veikot         |
| 1959 | Helsingfors               | Helsingin Kisa-Veikot         |
| 1960 | Tavastehus                | Helsingin Kisa-Veikot         |
| 1961 | S:t Michel                | Helsingin Kisa-Veikot         |
| 1962 | Villmanstrand             | Helsingin Kisa-Veikot         |
| 1963 | Åbo                       | Helsingin Kisa-Veikot         |
| 1964 | Uleåborg                  | Helsingin Kisa-Veikot         |
| 1965 | Jyväskylä                 | Helsingin Kisa-Veikot         |
| 1966 | Tammerfors                | Helsingin Kisa-Veikot         |
| 1967 | Björneborg                | Helsingin Kisa-Veikot         |
| 1968 | Varkaus                   | Helsingin Kisa-Veikot         |
| 1969 | Helsingfors               | Helsingin Kisa-Veikot         |
| 1970 | Kouvola                   | Helsingin Kisa-Veikot         |
| 1971 | Uleåborg                  | Viipurin Urheilijat           |
| 1972 | Joensuu                   | Viipurin Urheilijat           |
| 1973 | Hyvinge                   | Viipurin Urheilijat           |
| 1974 | Jyväskylä                 | Viipurin Urheilijat           |
| 1975 | Seinäjoki                 | Viipurin Urheilijat           |
| 1976 | Åbo                       | Helsingin Kisa-Veikot         |
| 1977 | Tammerfors                | Helsingin Kisa-Veikot         |
| 1978 | Karleby                   | Helsingin Kisa-Veikot         |
| 1979 | Helsingfors               | Turun Urheiluliitto           |
| 1980 | Villmanstrand             | Turun Urheiluliitto           |
| 1981 | Uleåborg                  | Kouvolan Urheilijat           |
| 1982 | Kouvola                   | Helsingin Kisa-Veikot         |
| 1983 | Björneborg                | Viipurin Urheilijat           |
| 1984 | Kajana                    | Helsingin Kisa-Veikot         |
| 1985 | Lahtis                    | Helsingin Kisa-Veikot         |
| 1986 | Vasa                      | Helsingin Kisa-Veikot         |
| 1987 | Kuopio                    | Helsingin Kisa-Veikot         |
| 1988 | Tavastehus                | Viipurin Urheilijat           |
| 1989 | Åbo                       | Helsingin Kisa-Veikot         |
| 1990 | Uleåborg                  | Oulun Pyrintö                 |
| 1991 | Helsingfors               | Helsingin Kisa-Veikot         |
| 1992 | Jyväskylä                 | Helsingin Kisa-Veikot         |
| 1993 | S:t Michel                | Helsingin Kisa-Veikot         |
| 1994 | Tusby                     | Turun Urheiluliitto           |
| 1995 | Lappo                     | Turun Urheiluliitto           |
| 1996 | Tammerfors                | Oulun Pyrintö                 |
| 1997 | Villmanstrand             | Turun Urheiluliitto           |
| 1998 | Uleåborg                  | Turun Urheiluliitto           |
| 1999 | Seinäjoki                 | Turun Urheiluliitto           |
| 2000 | Lahtis                    | Turun Urheiluliitto           |
| 2001 | Åbo                       | Turun Urheiluliitto           |
| 2002 | Joensuu                   | Lahden Ahkera                 |
| 2003 | Helsingfors               | Turun Urheiluliitto           |
| 2004 | Vasa                      | Turun Urheiluliitto           |
| 2005 | Björneborg                | Turun Urheiluliitto           |
| 2006 | Jyväskylä                 | Helsingin Kisa-Veikot         |
| 2007 | Villmanstrand             | Helsingin Kisa-Veikot         |
| 2008 | Tammerfors                | Helsingin Kisa-Veikot         |
| 2009 | Esbo                      | Helsingin Kisa-Veikot         |
| 2010 | Kajana                    | Helsingin Kisa-Veikot         |
| 2011 | Åbo                       | Helsingin Kisa-Veikot         |
| 2012 | Lahtis                    | Helsingin Kisa-Veikot         |
| 2013 | Vasa                      | Turun Urheiluliitto           |
| 2014 | Kuopio                    | Jyväskylän Kenttäurheilijat   |
| 2015 | Björneborg                | Jyväskylän Kenttäurheilijat   |
| 2016 | Uleåborg                  | Espoon Tapiot                 |
| 2017 | Seinäjoki                 | Jyväskylän Kenttäurheilijat   |
| 2018 | Jyväskylä                 | Jyväskylän Kenttäurheilijat   |
| 2019 | Villmanstrand             | Jyväskylän Kenttäurheilijat   |
| 2020 | Åbo                       | Jyväskylän Kenttäurheilijat   |
| 2021 | Tammerfors                | Tampereen Pyrintö             |
| 2022 | Joensuu                   | Jyväskylän Kenttäurheilijat   |
| 2023 | Lahtis                    | Lahden Ahkera                 |
| 2024 | Vasa                      | Turun Urheiluliitto           |
| 2025 | Esbo                      |                               |